# Уплатное
Уплатное (укр. Уплатне) — село Уплатновского сельского совета (Близнюковский район, Харьковская область, Украина).
Код КОАТУУ — 6320686501. Население по переписи 2001 года составляет 739 (345/394 м/ж) человек.
Является административным центром Уплатновского сельского совета, в который, кроме того, входят сёла Берестовое, Мыловка, Новоуплатное и Кленовое.

## Географическое положение
Село Уплатное находится на правом берегу реки Большая Терновка, есть мост.
На противоположном берегу находится село Мыловка, в 4-х км — железнодорожная станция Платформа 948 км.

## История
- 1861 — дата основания.

## Экономика
- В селе есть машинно-тракторные мастерские.
- Больница.

## Культура
- Две школы.
- Тир.
- Клуб.
- Стадион.

## Достопримечательности
- Братская могила советских воинов и памятный знак воинам-односельчанам. Похоронено 143 воина.

## Религия
- Свято-Вознесенский храм — во время войны он был уничтожен[источник не указан 5162 дня].